# استپان ملیک-باخشیان
استپان ملیک-باخشیان (ارمنی: Ստեփան Տիգրանի Մելիք-Բախշյան؛ [] Error: {{Lang-xx}}: فاقد متن (راهنما) زادهٔ ۱۵ آوریل ۱۹۲۴ - درگذشته ۲۸ مارس ۱۹۹۸) مورخ اهل ارمنستان بود.

## زندگی‌نامه
وی در ۱۵ آوریل ۱۹۲۴ در شاهکرت به دنیا آمد و از دانشگاه دولتی ایروان فارغ‌التحصیل گشت. همچنین برندهٔ جوایزی همچون  شده‌است. وی در ۲۸ مارس ۱۹۹۸ در سن ۷۳ سالگی در ایروان درگذشت.

## نگارخانه

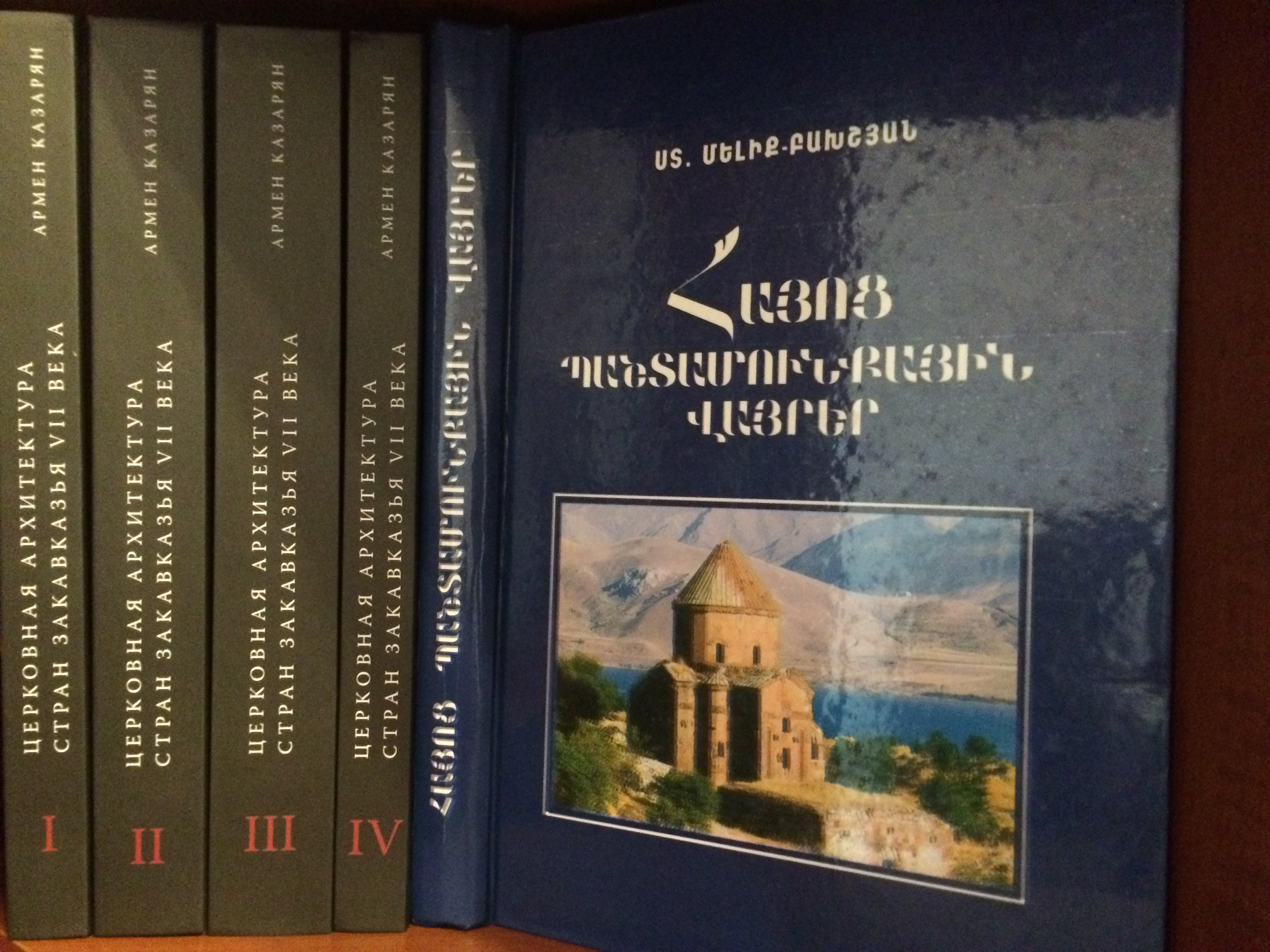